# ۴۰۶ (قمری)
۴۰۶ (قمری)، چهارصد و ششمین سال در گاهشماری هجری قمری است. اول محرم این سال برابر با بیست و هفتم ژوئن سال ۱۰۱۵ میلادی است.

## مناسبت‌ها
== زادگان ==آلب ارسلان طغرل

## درگذشتگان
- سید رضی عالم شیعه و گردآورنده نهج‌البلاغه

درسال ۴۰۶ قمری آلب ارسلان برادر زاده و جانشین طغرل توانست با کمک مشورت هایی که از خواجه نظام الملک وزیر گرفت رقیبان داخلی را سرکوب کند و به حکومت سلجوقی قدرت و استحکام بیفزاید و آلبوم ارسلان امپراتور روم شرقی را اسیر کرد و بخش های زیادی از آسیای صغیر به تصرف سپاهیان سلجوقی در آید همچنین آلب ارسلان به ارمنستان و گرجستان لشکر کشی کرد.